# 出生红
《出生红：记文化大革命》（英語：Born Red: A Chronicle of the Cultural Revolution）是高原的自传，他对中国文化大革命期间经历的回忆。 斯坦福大学出版社出版。 前言由威廉·约瑟夫撰写。当时高原是斯坦福大学研究生。